# Sergio Navarro
Sergio Raúl Navarro Rodríguez, né le 20 février 1936 à Santiago au Chili, est un joueur de football international chilien, qui évoluait au poste de défenseur, avant de devenir ensuite entraîneur.

## Biographie

### Carrière de joueur

#### Carrière en club
Avec l'équipe de l'Universidad de Chile, il remporte deux titres de champion du Chili.

#### Carrière en sélection
Avec l'équipe du Chili, il joue 31 matchs (pour aucun but inscrit) entre 1957 et 1962. 
Il figure dans le groupe des sélectionnés lors de la Coupe du monde de 1962. Lors du mondial organisé dans son pays natal, il joue quatre matchs : contre la Suisse, l'Italie, l'Allemagne et enfin l'URSS. Le Chili atteint les demi-finales de la compétition en étant éliminé par le Brésil.

## Palmarès
Universidad de Chile
- Championnat du Chili (2) :
  - Champion : 1959, 1962 et 1964.